# Torneo de Niza 2012
El Open de Nice Côte d’Azur 2012 es un torneo de tenis que pertenece a la ATP en la categoría de ATP World Tour 250. Se disputa del 20 al 26 de mayo de 2012 sobre polvo de ladrillo en Nice Lawn Tennis Club en Niza, Francia.

## Campeones

### Individuales masculinos
Nicolás Almagro vence  Brian Baker por 6-3, 6-2.
- Es el 12° título de su carrera y el 2° de la temporada. Es el segundo título en Niza (2011, 2012).

### Dobles masculinos
Bob Bryan /  Mike Bryan vencen a   Olivier Marach /  Filip Polasek por 7-6(5), 6-3.